# Tim Allen
Timothy Allen Dick (Denver, 13 de junho de 1953), é um ator e comediante norte-americano.
É mais conhecido pelos seus papéis na série Home Improvement e participação nos filmes da Disney tais como The Santa Clause e Toy Story, além do filme de ficção científica Galaxy Quest.. 

## Filmografia
| Ano  | Título                                                | Papel                                            | Notas        |
| ---- | ----------------------------------------------------- | ------------------------------------------------ | ------------ |
| 1988 | Comedy's Dirtiest Dozen                               | Ele mesmo                                        |              |
| 1989 | Tropical Snow                                         | Baggage Handler                                  |              |
| 1994 | The Santa Clause                                      | Scott Calvin/Papai Noel ou Santa Claus           |              |
| 1995 | Toy Story                                             | Buzz Lightyear                                   | voz          |
| 1997 | Meet Wally Sparks                                     | Ele mesmo                                        | cameo        |
| 1997 | Jungle 2 Jungle                                       | Michael Cromwell                                 |              |
| 1997 | For Richer or Poorer                                  | Brad Sexton                                      |              |
| 1999 | Toy Story 2                                           | Buzz Lightyear                                   | voz          |
| 1999 | Galaxy Quest                                          | Jason Nesmith                                    |              |
| 2000 | Buzz Lightyear do Comando Estelar - A Aventura Começa | Buzz Lightyear                                   | voz          |
| 2001 | Who Is Cletis Tout?                                   | Critical Jim                                     |              |
| 2001 | Joe Somebody                                          | Joe Scheffer                                     |              |
| 2002 | Big Trouble                                           | Eliot Arnold                                     |              |
| 2002 | The Santa Clause 2                                    | Papai Noel ou Santa Claus/Scott Calvin/Toy Santa |              |
| 2003 | Top Speed                                             | Ele mesmo                                        | narrador     |
| 2004 | Christmas with the Kranks                             | Luther Krank                                     |              |
| 2006 | The Shaggy Dog                                        | Dave Douglas                                     |              |
| 2006 | Cars                                                  | Buzz Lightyear Car                               | voz/cameo    |
| 2006 | Zoom                                                  | Jack Shepard/Captain Zoom                        |              |
| 2006 | The Santa Clause 3: The Escape Clause                 | Papai Noel ou Santa Claus/Scott Calvin           |              |
| 2007 | Wild Hogs                                             | Doug Madsen                                      |              |
| 2007 | Fired!                                                | Ele mesmo                                        | documentário |
| 2008 | Redbelt                                               | Chet Frank                                       |              |
| 2009 | The Six Wives of Henry Lefay                          | Henry Lefay                                      |              |
| 2009 | Walled In                                             |                                                  |              |
| 2010 | Crazy on the Outside                                  | Tommy Zelda                                      | Diretor      |
| 2010 | Toy Story 3                                           | Buzz Lightyear                                   | voz          |
| 2017 | Natal em El Camino                                    | Larry Michael Roth                               |              |
| 2019 | Toy Story 4                                           | Buzz Lightyear                                   | voz          |
| 2019 | No Safe Spaces                                        | Ele mesmo                                        |              |